# Хачатурян, Хачатур Владимирович

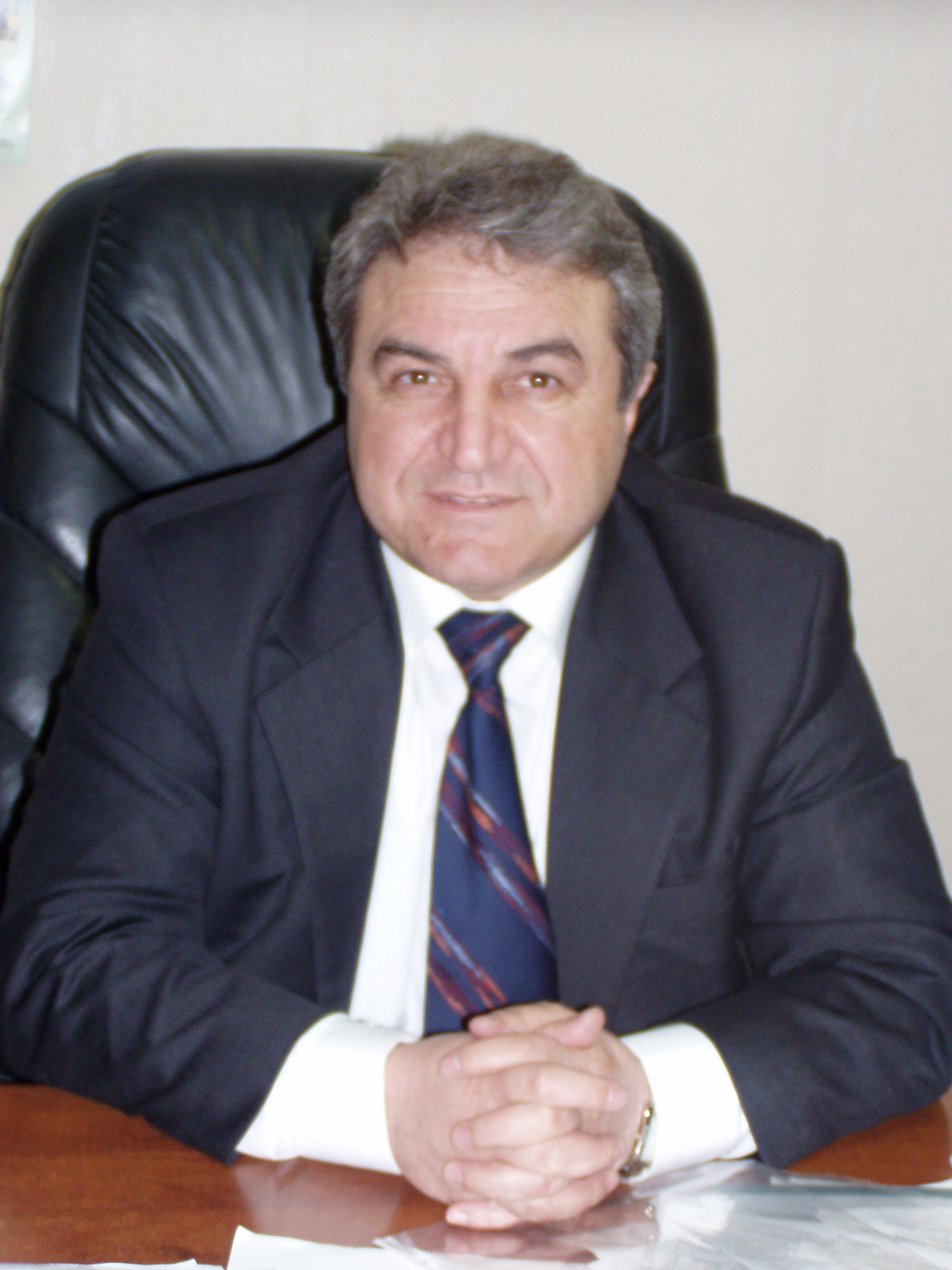
Президент Київського Міжнародного Університету Хачату́р Володи́мирович Хачатуря́н

Хачату́р Владимирович Хачатуря́н (*11 октября 1954, Ереван, Армения) — учёный, профессор, президент Киевского международного университета, кандидат филологических наук.
Хачату́р Влади́мирович Хачатуря́н (11 октября 1954 года, Ереван) — учёный, педагог, композитор. Полиглот, кандидат филологических наук, профессор, член Международной ассоциации полиглотов, почётный профессор Джоржтаунского университета (США), Оксфордского университета (Великобритания), Сорбонны (Франция). Президент Киевского международного университета (с 1994 года). Владеет 17 языками.

## Жизнеописание
1971 - окончил Шенаванскую среднюю школу Октемберянського р-на (Армения).
1977 - окончил Киевский институт инженеров гражданской авиации.
1976-1982 - обучение в Киевском государственном педагогическом институте иностранных языков. В 1985 г. защитил диссертацию.
Трудовую деятельность начал в 1971. На протяжении 1973-1975 - служба в рядах Советской армии в войсках ПВО.
1982-1986 - работал в СШ № 94 г. Киева учителем английского языка.
1986-1990 - работал методистом Ленинского РМК г. Киева. С 1990 г. стал Генеральным директором Центра интенсивного обучения иностранным языкам, а с 1994 - ректор Киевского международного университета.
2004-2009 - возглавлял Политическую партию "Совесть Украины». В 2010 избран председателем партии «Совесть Украины».
Известный ученый, педагог, полиглот. Член Международной ассоциации полиглотов.
В системе образования работает более 30 лет, как ректор, а сегодня президент университета, внедряет новые подходы и технологии в управлении высшим учебным заведением, является автором методики преподавания иностранных языков, которая внедрена в Киевском международном университете и имеет мировое значение. Автор более 250 научных работ, в том числе по вопросам государственного управления, инвестиций в образование, науку, культуру, является членом 14 академий наук, из которых 6 зарубежные. Владеет 17 языками. Автор методики интенсивного изучения иностранных языков. Имеет 8 авторских прав на научные работы по данной тематике.

## Награды
- «Отличник образования Украины» (МОН Украины, 1999 г.);
- Орден Святого Равноапостольного князя Владимира Великого III степени (1999 г.);
- золотая медаль Международной кадровой академии «За заслуги в образовании» (2000 г.);
- серебряная Георгиевская медаль "Честь, слава, труд" II степени с присвоением титула "Георгиевский рыцарь" (2000 г.);
- Крест Почета Украинского Фонда научно-экономического и юридического сотрудничества «За духовное возрождение» (2002 г.);
- почетный знак Координационного совета при Президенте Украины «Рыцарь мужества» (2004 г.);
- Орден святых Кирилла и Мефодия (2004 г.);
- знак Ассоциации учебных заведений Украины частной формы собственности «За развитие образования» (2005 г.);
- почетная награда I степени «Святая София» Международной общественной организации «Ассамблея деловых кругов» (2009 г.);
- нагрудный знак Киевского городского главы «Знак Почета» (2009 г.);
- Орден «За духовное возрождение нации» (Ассоциация учебных заведений Украины частной формы собственности, 2009 г.);
- действующий член Клуба ректоров Европы (2010 г.).

## Избранные публикации
Автор более тридцати научных публикаций, в частности:
- «Ролевая игра как эффективный способ обучения иностранным языкам»;
- «Обучения иностранным языкам методом погружения»;
- «Обучение иностранным языкам через активизацию языковых возможностей человека на основе музыкального восприятия»;
- Учебное пособие на основе новых методических разработок «Английский язык для начинающих» (1998);
- «Обучение иностранным языкам в условиях двуязычия» (1998);
- «Обучение иностранным языкам (методические основы обучения двум иностранным языкам одновременно методом сопоставления)»;
- «Инновации в государственном управлении» и др.

Научные интересы: государственное управление.

## Творчество
Хачатур Хачатурян - композитор, автор музыкальных произведений в самых разных жанрах:
- "Гимн Киевского международного университета"
- "Совесть"
- "Учительница"
- "Для тебя"
- "Мама"
- "Карпаты"
- "Украина"
- "Украиночка"
- "О главном"
- "Три дня"
- "TARON"
- "MANSIKERT"
- "KULAB"